# گروه ام۷
گروه ام۷ (انگلیسی: M7 Group) شرکت رسانه‌ای لوکزامبورگی است، که در سال ۲۰۰۹ تأسیس شد.